# باشگاه فوتبال موهون باگان سوپر جاینت
باشگاه فوتبال موهون باگان سوپر جاینت (انگلیسی: Mohun Bagan Super Giant) یک باشگاه فوتبال هندی مستقر در کلکته، بنگال غربی است. این باشگاه که در سال ۱۸۸۹ تأسیس شد، یکی از قدیمی‌ترین باشگاه‌های فوتبال در آسیا است. این باشگاه در سوپر لیگ فوتبال هند، بالاترین سطح سیستم لیگ فوتبال هند، رقابت می‌کند. این باشگاه بیشتر به خاطر پیروزی بر هنگ یورکشایر شرقی در فینال آی‌اف‌ای شیلد در سال ۱۹۱۱ مشهور است. این پیروزی باعث شد که موهون باگان به اولین باشگاه هندی تبدیل شود که موفق به کسب عنوان قهرمانی در برابر یک باشگاه انگلیسی شد و یک لحظه مهم در طول تلاش هند برای استقلال بود.